# Hemma värst
Hemma värst (engelska: The Young Ones) är en brittisk komediserie från 1982–1984, skapad av Ben Elton, Rik Mayall och Lise Mayer. Serien hade svensk premiär på TV 2 den 3 oktober 1985.
Titeln kommer från Cliff Richards sång "The Young Ones" och Richard medverkade själv också i ett avsnitt. Serien fick en fristående uppföljare, Bottom, som också har sänts av SVT. Ett antal kända band gör också inhopp och spelar sina största hits, bland annat Madness med "House of Fun" och Motörhead med "Ace of Spades".

## Handling
Serien handlar om fyra unga studenter från Scumbag College som delar hus i London: hippien Neil, anarkisten Rick, punkaren Vyvyan och snobben Mike, samt deras märklige hyresvärd Jerzy Balowski. 
De olika avsnitten präglades i hög grad av anarkistisk komik och våldsam humor, där precis vad som helst kan hända. De fyra personerna har inget gemensamt över huvud taget, förutom att de samlas för att titta på Bastard Squad på tv. Studenternas hyresvärd är egentligen en och samma person, men varje gång han våldgästar huset så heter han något annat.

## Roller
| Christopher Ryan | – Mike Thecoolperson. Glidaren som brukar dra ordvitsar och gillar tjejer, men i avsnittet Nasty erkänner han att han är oskuld. Han är den enda i huset som aldrig hamnar i bråk. |
| Adrian Edmondson | – Vyvyan Basterd. Punkaren som studerar medicin och är totalt galen. Gillar meningslöst våld, stora arrangerade explosioner och att reta Rick. |
| Rik Mayall       | – Rik Pratt. Anarkisten som hatar Vyvyan, Neil, Margaret Thatcher och mycket mer. Avgudar Cliff Richard och blir ofta väldigt arg fast han brukar mest ta ut sin ilska på Neil i alla former. Den minst omtyckta personen i huset. Fast han anser att han är populärast. Kallar sig själv The People's Poet. |
| Nigel Planer     | – Neil Pye. Hippien som är väldigt deprimerad och loj. Får göra allt hemarbete i huset. Är vegetarian. |
| Alexei Sayle     | – Jerzy Balowski. Sayle spelar också alla andra av Jerzys familjemedlemmar. |

## DVD
Serien finns utgiven på dvd i Sverige.